# Île Desolation (îles Shetland du Sud)
Pour les articles homonymes, voir Desolation et Île de la Désolation.
L'île Desolation ou île de la Désolation est une île de l'Antarctique, appartenant aux îles Shetland du Sud.